# Puccinia nyasalandica
Puccinia nyasalandica ist eine Ständerpilzart aus der Ordnung der Rostpilze (Pucciniales). Der Pilz ist ein Endoparasit des Süßgrases Brachiara decumbens. Symptome des Befalls durch die Art sind Rostflecken und Pusteln auf den Blattoberflächen der Wirtspflanzen. Sie ist ein Endemit Nyasalands.

## Merkmale

### Makroskopische Merkmale
Puccinia nyasalandica ist mit bloßem Auge nur anhand der auf der Oberfläche des Wirtes hervortretenden Sporenlager zu erkennen. Sie wachsen in Nestern, die als gelbliche bis braune Flecken und Pusteln auf den Blattoberflächen erscheinen.

### Mikroskopische Merkmale
Das Myzel von Puccinia nyasalandica wächst wie bei allen Puccinia-Arten interzellulär und bildet Saugfäden, die in das Speichergewebe des Wirtes wachsen. Aecien oder Spermogonien der Art sind nicht bekannt, gleiches gilt für die Uredien des Pilzes. Ihre farblosen Uredosporen sind 19–21 × 14–18 µm groß, fast kugelig bis eiförmig und fein stachelwarzig. Die blattoberseitig wachsenden Telien der Art sind bis zu 2 mm lang, schwarzbraun, pulverig und früh offenliegend; oft fließen sie zusammen. Die goldbraunen Teliosporen sind zweizellig, ellipsoid bis langellipsoid und 30–38 × 17–20 µm groß. Ihre Stiele sind farblos und bis zu 85 µm lang.

## Verbreitung
Das bekannte Verbreitungsgebiet von Puccinia nyasalandica umfasst lediglich Malawi.

## Ökologie
Die Wirtspflanze von Puccinia nyasalandica ist Brachiara decumbens. Der Pilz ernährt sich von den im Speichergewebe der Pflanzen vorhandenen Nährstoffen, seine Sporenlager brechen später durch die Blattoberfläche und setzen Sporen frei. Die Art verfügt über einen Entwicklungszyklus, von dem bislang lediglich Telien und Uredien sowie deren Wirt bekannt sind; Spermogonien und Aecien konnten dem Pilz nicht zugeordnet werden.